# Spiophanes bombyx
Espèce
Synonymes
- Spio bombyx  Claparède, 1870[1]

Spiophanes bombyx est une espèce d'annélides de la famille des Spionidae (ordre des Spionida).

## Description

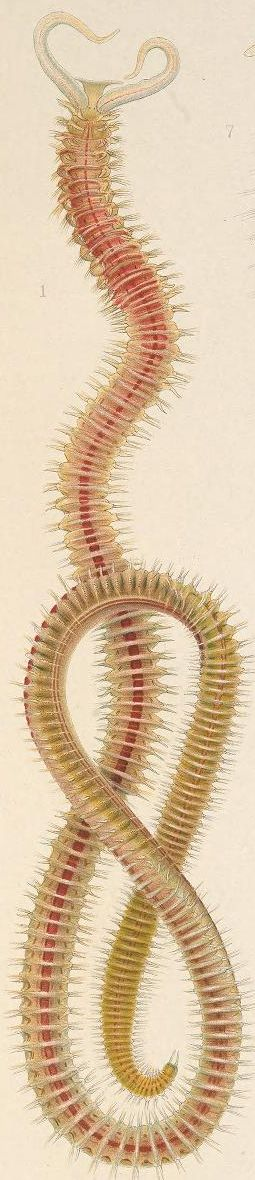
Spiophanes bombyx, au musée de la marine britannique (1915).

C'est la première espèce de Spiophanes décrite avec des cornes fronto-latérales sur le prostomium. C'est également la seule espèce à cornes dans les eaux européennes, avec possiblement Spiophanes convexus; cette dernière espèce serait en réalité un groupe jumeau de Spiophanes bombyx.

Il mesure en moyenne trente-huit millimètres de long pour un millimètre de largeur et cent-vingt chaetigers. Il ne possède pas d'antennes occipitales et possède des organes nucaux métamériques.

Imageries du S. bombyx

## Reproduction
Ils se reproduisent en eau de mer. Les spermatozoïdes possèdent une courte tête aqua-sperme avec des plaques comme acrosomes. Le gonochorisme est leur mode de reproduction. L'ovogenèse est intra-ovarienne chez la femelle.

## Systématique

### Découverte et datation
L'espèce Spiophanes bombyx a été initialement décrite en 1870 par le zoologiste suisse René-Édouard Claparède (1832-1871) sous le protonyme de Spio bombyx.
Claparède décrit un spécimen de Spiophanes bombyx découvert dans les eaux italiennes, dans la Baie de Naples. C'est de ce fait le seul Spiophanes avec des cornes découvert dans les eaux européennes. Cependant, il est possible que Spiophanes convexus soit présent dans les eaux bretonnes, ce qui ferait qu'il y ait deux espèces à cornes dans les eaux européennes. En 2020, un seul spécimen de Spiophanes bombyx avait été examiné génétiquement trouvé dans les eaux vénitiennes. Cette étude génétique a permis de différencier les Spiophanes à cornes des eaux européennes de ceux découverts dans les eaux nord-américaines ou japonaises.
L'ancêtre commun le plus récent de Spiophanes à cornes daterait d'environ 11,1 Ma (million d'années). Les ancêtres directs de Spiophanes à cornes pour Spiophanes bombyx seraient ceux de l'Atlantique Nord, datant d'il y a 4,8 Ma.

### Phylogénie
Le cladogramme de l'article de recherche de l'Université de l'État de São Paulo, réalisé en 2020, indique la position de Spiophanes bombyx au sein des Spiophanes, étude basée sur les recherches de GenBank et BOLD. Un autre cladogramme est présenté dans l'étude basé sur les recherches de Meißner et Blank.

## Répartition
Spiophanes bombyx se rencontre dans la mer Méditerranée,. Pendant un certain temps, après la découverte de Spiophanes bombyx, ont été classés sous ce taxon des spécimens découverts dans l'Atlantique Nord, sur les côtes américaines, hawaïennes, africaines et australiennes mais également sur les côtes asiatiques de l'océan Pacifique. Des études affirment pourtant qu'il s'agit d'espèces différentes. Ces études, des analyses moléculaires sur les séquences partielles de l'ADNr 18S nucléaire et du COI mitochondrial, ont affirmé que l'espèce n'est pas cosmopolite et n'est présente que dans la mer du Nord et la mer Méditerranée.
Avant ces études approfondies, le nom Spiophanes bombyx a été attribué à de nombreux spécimens qui n'en sont peut être pas. En Europe, on les retrouve dans la mer Adriatique, dans les eaux vénitiennes, dans la mer du Nord et dans la mer de Norvège.